# Тужилкин, Игорь Михайлович
Игорь Михайлович Тужилкин — советский хозяйственный и политический деятель.

## Биография
Родился в 1919 году в Москве. Член КПСС.
В 1949 году окончил МХТИ им. Д. И. Менделеева.
Участник советско-финской и Великой Отечественной войны[2]: начальник разведки 228-го гв. оминдн 27-го гв. минп
Участник военного парада на Красной площади 7 ноября 1941 года.
В 1947—1954 гг. — член комитета комсомола института, доцент, секретарь парткома Московского химико-технологического института им. Д. И. Менделеева.
В 1954—1959 гг. — секретарь, 2-й секретарь Советского райкома КПСС города Москвы.
В 1959—1960 гг. — первый секретарь Советского райкома КПСС города Москвы.
В 1960—1961 гг. — первый секретарь Фрунзенского райкома КПСС города Москвы.
В 1962—1967 гг. — заведующий сектором отдела химической промышленности ЦК КПСС.
В 1967—1979 гг. — первый заместитель министра медицинской промышленности СССР.
Делегат XXII съезда КПСС.
Умер в 1994 году в Москве.

## Семья
Внук — Александр Андреевич Степанов (1988) — известен как рэпер под псевдонимом ST.